# Judy Raper
Pour les articles homonymes, voir Raper.
Judy Agnes Raper (née en 1954) est une ingénieure chimiste australienne et était auparavant vice-chancelière adjointe pour la recherche et l'innovation à l'Université de Wollongong. Elle a été directrice de la Fondation nationale pour la science aux États-Unis et a dirigé l'Autorité britannique de l'énergie atomique. Elle est doyenne et PDG de TEDI-Londres, une entreprise spécialisée dans l'enseignement supérieur en ingénierie depuis sa création en juin 2019.

## Enfance et études
Raper est née à Budapest. Elle s'installe en Australie en 1957. Elle obtient un diplôme de premier cycle puis un doctorat à l'Université de Nouvelle-Galles du Sud en 1976 et 1980 respectivement. Sa thèse est intitulée « Hydrodynamic mechanisms on industrial sieve trays ». Elle travaille sur des colonnes de distillation. Elle devient ensuite chercheuse postdoctorale à l'Université de Cambridge, où elle travaille à l'Établissement de recherche atomique d'Harwell.

## Recherche et carrière

### Carrière universitaire
Raper est nommée maître de conférences à l'université de Newcastle en 1982. Elle rejoint l'université de Nouvelle-Galles du Sud en 1986, où elle est responsable du génie chimique à l'Université de Nouvelle-Galles du Sud. Elle y réforme le programme d'ingénierie de premier cycle. En 1997, Raper est la première femme à être nommée doyenne de la faculté d'ingénierie de l'université de Sydney. Elle quitte l'université de Sydney pour les États-Unis et rejoint l'université du Missouri à Columbia en tant que présidente du département de génie chimique et biologique en 2003,. Elle passe l'année 2006 en détachement à la Fondation nationale pour la science (NSF) ,,. Ses recherches portent sur la caractérisation des particules et leur impact sur le contrôle de la pollution. Elle se concentre sur les applications pharmaceutiques et médicinales des poudres en aérosol,,.
De retour en Australie, Raper est nommée vice-chancelière adjointe de la recherche et de l'innovation à l'Université de Wollongong en juillet 2008, poste qu'elle occupe jusqu'en décembre 2018. Elle dirige des appels d'offres pour des subventions d'immobilisations[pas clair] du gouvernement fédéral d'une valeur de 135 millions de dollars. En 2017, Raper est la deuxième femme à remporter la médaille Chemeca de la Fédération australienne et néo-zélandaise des ingénieurs chimistes. Lors de son discours d'acceptation du prix, elle évoque le besoin de diversité dans l'ingénierie et souligne le besoin d'accroître l'égalité des sexes et la diversité au sein de l'Université de Wollongong. Raper nomme Valerie Linton au poste de doyenne de l'ingénierie et des sciences de l'information en 2018.
Raper est l'une des doyennes fondatrices de l'Alliance PLuS, une collaboration entre l'Université de Nouvelle-Galles du Sud, l'Université d'État de l'Arizona et le King's College de Londres .

### Prix et distinctions
En 1998, Raper est lauréate du Avon Spirit of Achievement Award pour la science . Elle est membre en 2003 de l'Académie australienne de technologie et d'ingénierie (en), membre honoraire de Engineers Australia (en), et membre de la Royal Society of New South Wales.
The Australian Financial Review la classe en 2012 parmi les « 100 femmes d'influence » .
En 2017 elle reçoit la médaille Chemeca de la Fédération australienne et néo-zélandaise des ingénieurs chimistes , puis en 2018 la médaille Ada Lovelace de l'Université de Nouvelle-Galles du Sud,. En 2019 elle est nommée Membre de l'Ordre d'Australie,. L'Université de Nouvelle-Galles du Sud décerne un Judy Raper Award for Leadership en son honneur.